# Alstadhaug

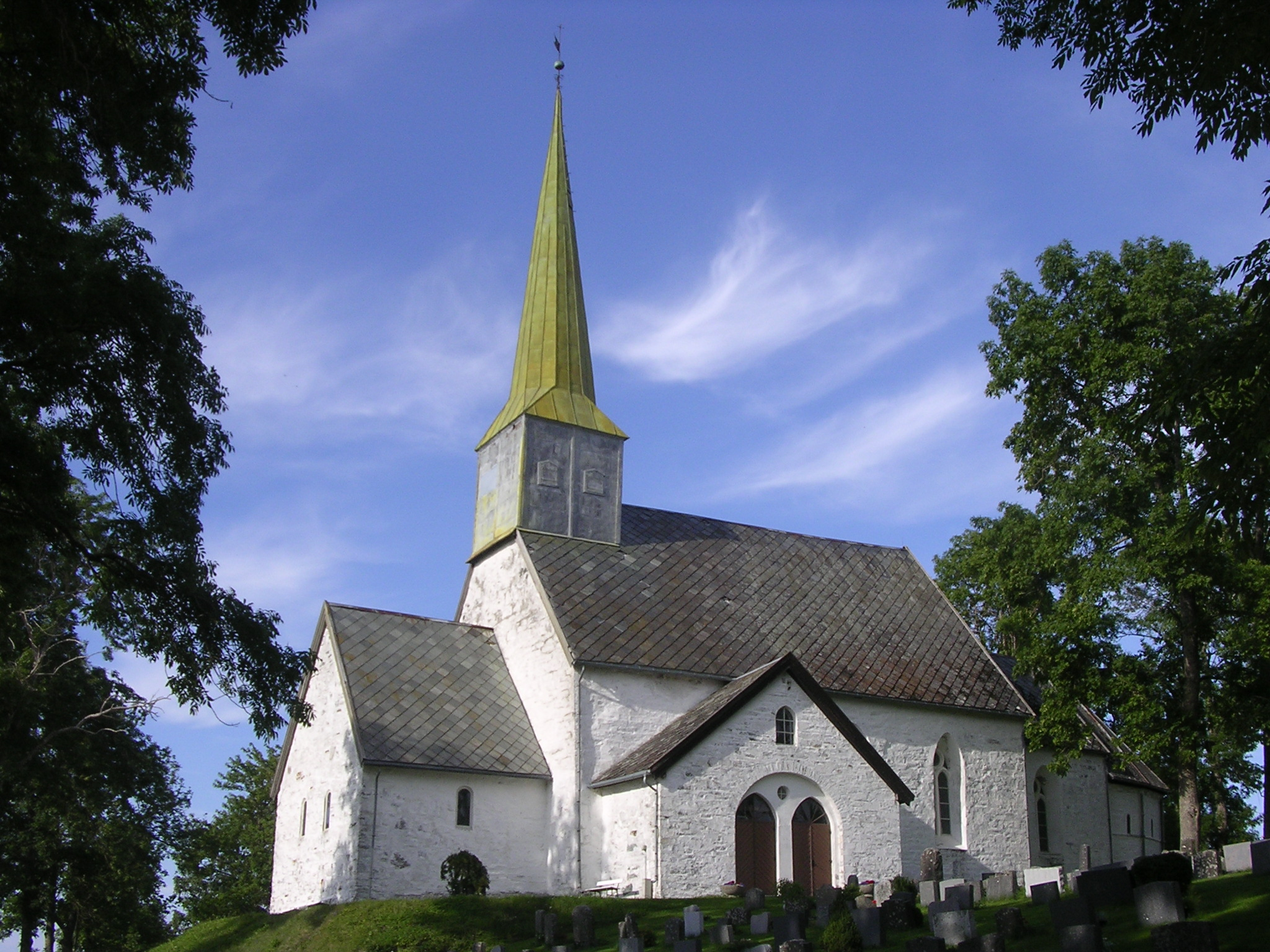
Alstadhaugs kyrka.

Alstadhaug är en ort och socken i Levangers kommun i Trøndelag fylke i Norge. Namnet härstammar antagligen från hövdingen Ølve, som är gravlagd i en stor gravhög vid Alstadhaugs kyrka.